# Robert Köhler

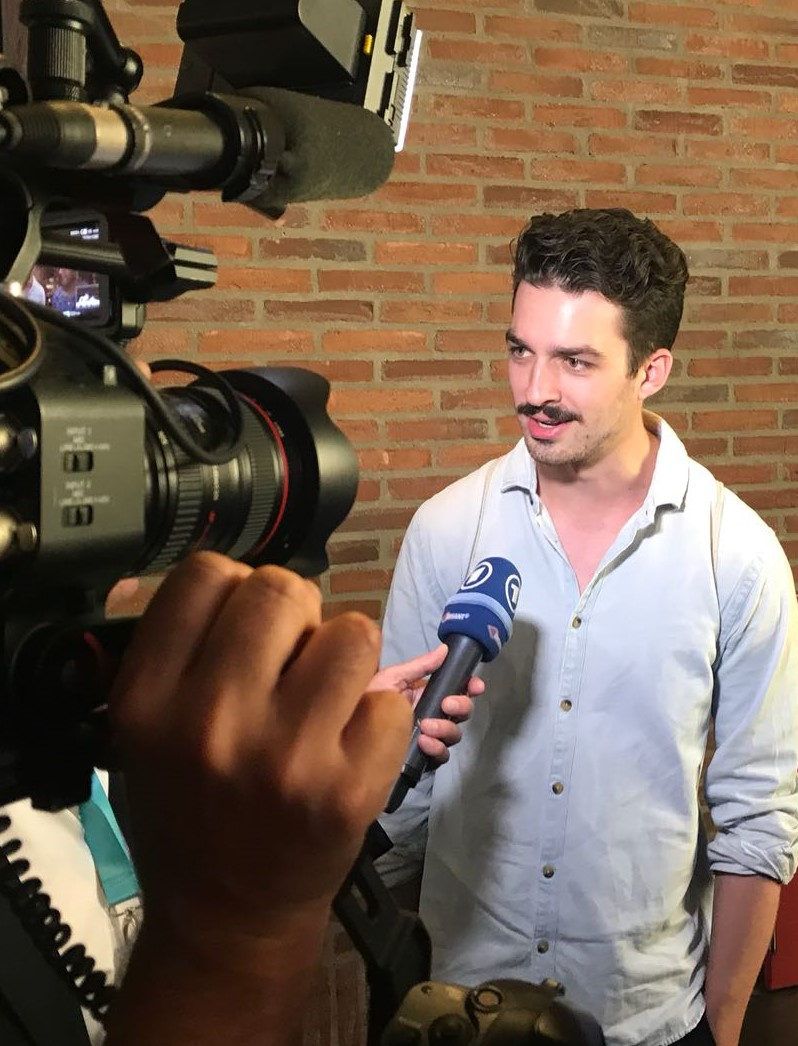
Robert Köhler auf dem Filmfest München im Juni 2018

Robert Sebastian Köhler (* 4. Oktober 1993 in Hamburg) ist ein deutscher Schauspieler.

## Werdegang
Köhler erhielt mit acht Jahren eine kleine Rolle im Musical Titanic in der Neuen Flora in Hamburg. Seine erste große Rolle hatte er 2007 im Udo-Jürgens-Musical Ich war noch niemals in New York im Hamburger Operettenhaus. Während der Schulzeit sammelte er erste Erfahrungen vor der Kamera, unter anderem in den Serien Der Bergdoktor und Großstadtrevier. Nach seinem Abitur spielte er 2012 die Hauptrolle des Tom in der Nickelodeon-Serie Groove High. 2015 spielte Robert Köhler die Rolle des Bösewichts Rhett Thorn in der 2. Staffel der Serie Binny und der Geist, die im Disney Channel ausgestrahlt wurde. Von 2016 bis 2017 war er zudem in der Webserie Alles Liebe, Annette zu sehen.
Robert Köhler ist außerdem als Sprecher für Hörbücher und Hörspiele tätig. 2005 gewann er den Vorlesewettbewerb des Deutschen Buchhandels.

## Filmografie (Auswahl)
- 2004: Bella Block: Die Frau des Teppichlegers (TV-Reihe)
- 2009: Der Bergdoktor (Fernsehserie)
- 2011: Terra X (Dokumentationsreihe)
- 2011: Großstadtrevier (Fernsehserie)
- 2012: SOKO Wismar (Fernsehserie)
- 2013: Bloß kein Stress (Fernsehfilm)
- 2013: Groove High (Fernsehserie)
- 2014: Die Neue (Fernsehfilm)
- 2015: Binny und der Geist (Fernsehserie)
- 2016: Alles Liebe, Annette (Webserie)
- 2018: Aenne Burda – Die Wirtschaftswunderfrau (TV-Mehrteiler)
- 2018: Löwenzahn (Fernsehserie)
- 2020: Schloss Einstein (Fernsehserie)